# Adama Barrow
Adama Barrow (nascut el 15 de febrer de 1965) és un polític i promotor immobiliari gambià que és el tercer i actual President de Gàmbia. Des de la independència del país del Regne Unit en 1965 és el primer president elegit democràticament després d'un mes de crisi constitucional.
Va néixer a Mankamang Kunda, un poble prop de Basse Santa Su. Va assistir a l'escola secundària de Crab Island i la Muslim High School amb una beca. Després va treballar per a Alhagie Musa & Sons, una companyia d'energia gambiana, on es va convertir en gerent de vendes. Es va traslladar a Londres a la dècada de 2000, on es va especialitzar en el sector immobiliari al mateix temps que treballava com a guàrdia de seguretat. Després de tornar a Gàmbia en 2006, va fundar Majum Real Estate, de la que en fou director general fins 2016. Com a tresorer de l'opositor Partit Democràtic Unificat, Barrow va ser escollit inicialment com el seu candidat a les eleccions presidencial de 2016. Tanmateix, més tard es va anunciar que pensava presentar-se com a independent amb el suport del grup d'oposició Coalició 2016.
Barrow va guanyar les eleccions presidencials de 2016 amb el 43,34% dels vots, derrotant el fins aleshores president Yahya Jammeh. Jammeh inicialment va acceptar el resultat, però més tard va fer marxa enrere, i Barrow es va veure obligat a fugir al veí Senegal. Va ser inaugurat a l'Ambaixada de Gàmbia al Senegal el 19 de gener de 2017, i Jammeh va acordar deixar Gàmbia i exiliar-se el 21 de gener. Barrow va tornar a Gàmbia el 26 de gener.
El novembre de 2021, Adama Barrow va anunciar la seva candidatura per a les eleccions presidencials de 2024.

## Primers anys
Barrow va néixer el 16 de febrer de 1965 a Mankamang Kunda, una petita vila prop de Basse Santa Su, dos dies abans que Gàmbia aconseguís la independència del Regne Unit. És fill de Mamudu Barrow i Kaddijatou Jallow. Va assistir a l'escola primària local Koba Kunda, i després l'escola secundària a Crab Island, Banjul. Després va rebre una beca per estudiar a la Muslim High School. Després de sortir de l'escola, va treballar per Alhagie Musa & Sons, una companyia d'energia gambiana, on es va convertir en gerent de vendes. Es va traslladar a Londres a la dècada de 2000, on es va especialitzar en el sector immobiliari mentre treballava com a guàrdia de seguretat en un local d'Argos per pagar-se els estudis. Posteriorment va descriure aquesta experiència com a formativa, dient "La vida és un procés, i el Regne Unit em va ajudar a ser la persona que sóc avui dia. Treballar 15 hores al dia construeix un home."
Barrow va tornar a Gàmbia, després de la seva graduació. El 2006 va fundar Majum Real Estate, de la que en fou director general fins al 2016.

## Campanya presidencial

### Eleccions presidencials gambianes de 2016
El 30 d'octubre de 2016 Barrow va ser elegit com a candidat d'una coalició de set partits de l'oposició a les eleccions presidencials gambianes. Abans d'esdevenir candidat a la presidència, Barrow no havia ostentat cap càrrec públic, però havia estat tresorer del Partit Democràtic Unificat (UDP). Va renunciar al càrrec de la UDP el 3 de novembre per tal de participar en les eleccions com a independent, amb el ple suport de Coalició 2016.
Durant la campanya, va prometre el retorn de Gàmbia a la Commonwealth i a la jurisdicció de la Cort Penal Internacional. També es va comprometre a reformar les forces de seguretat, la qual cosa suggereix que haurien de ser "distanciats de la política". També va dir que establiria un govern de transició temporal format per membres de la coalició d'oposició i que deixaria el càrrec després de tres anys.
A les eleccions Barrow va obtenir el 43,34% dels vots, Yahya Jammeh va obtenir el 39,6% dels vots, i el tercer candidat Mama Kandeh, va obtenir el 17,1% dels vots.

### Transició presidencial i inauguració
Al principi, Jammeh va indicar que es duria a terme el traspàs de poder sense problemes. Nogensmenys, el 10 de desembre va declarar que rebutjava "totalment" el resultat de les eleccions. Això va ser rebut amb protestes internacionals: el Consell de Seguretat de les Nacions Unides, va sol·licitar a Jammeh que "respectés l'elecció del poble sobirà de Gàmbia", la Unió Africana va declarar declaració de Jammeh "nul·la i invàlida", i la seva renúncia a cedir el càrrec va ser criticada a més pels Estats Units, el veí Senegal, la CEDEAO, i d'altres. Barrow va exiliar-se al Senegal patint per la seva seguretat. Jammeh va continuar negant-se a abandonar el poder amb tota tranquil·litat i va apel·lar la seva derrota electoral al Tribunal Suprem. Quan el jutge president del Tribunal Suprem va declarar que la cort no seria capaç de considerar el cas durant almenys quatre mesos més, Jammeh va declarar l'estat d'emergència per intentar evitar que Barrow fos investit com a president.
A continuació, Barrow va jurar com a President de Gàmbia a l'Ambaixada de Gàmbia a Dakar, Senegal, el 19 de gener de 2017. El mateix dia forces militars del Senegal, Nigèria i Ghana va entrar a Gàmbia en una intervenció militar de la CEDEAO per terra, mar i aire forces per tal d'obligar Jammeh a abandonar. Les forces militars de Gàmbia no es van oposar a la intervenció, i només es van produir enfrontaments menors aïllats prop de la ciutat natal de Jasmmeh a Kanilai. La CEDEAO va detenir la incursió només unes hores després i va donar a Jammeh la seva última oportunitat de renunciar. El 21 de gener Jammeh va deixar Gàmbia cap a un exili organitzat per la CEDEAO, aplanant el camí per a la transició del poder.
El 26 de gener Barrow va tornar a Gàmbia, mentre que prop de 2.500 tropes de la CEDEAO s'hi van quedar per estabilitzar el país. Barrow va sol·licitar que s'hi quedessin durant sis mesos. Una multitud de centenars esperava a l'Aeroport Internacional de Banjul per donar-li la benvinguda a casa.

## Presidència

### Nomenaments de gabinet
El 28 de gener de 2017, Barrow va anunciar que els candidats a formar part del gabinet haurien de declarar els seus béns abans d'assumir les seves funcions. 10 dels 18 ministres juraren càrrecs l'1 de febrer, en una cerimònia a l'Hotel Kairaba Beach, residència temporal de Barrow. Entre els nomenaments, els càrrecs de ministre d'Afers Exteriors i Ministre de Finances i Afers Econòmics eren ocupats per Ousainou Darboe i Amadou Sanneh, respectivament. La primera dona candidata presidencial de Gàmbia Isatou Touray va ser designada com a Ministre de Comerç, Integració Regional i Ocupació, i l'ex-exiliat Ahmed Mai Fatty va ser designat com a Ministre de l'Interior. Ba Tambadou va ser designat com a Ministre de Justícia i fiscal general, però no va ser present per prestar jurament.
The Point va observar l'absència de membres del partit de la coalició PDOIS, contrari a la coalició governamental, i es va anunciar que la majoria dels nomenats serien tecnòcrates, no pas polítics. A més, Amie Bojang-Sissoho, una activista feminista, va ser designada com a Directora de Premsa i Relacions Públiques de l'Oficina del President.

### Reformes diverses
El 28 de gener de 2017 Barrow va anunciar que el nom oficial en format llarg del país "República Islàmica de Gàmbia" es reduiria a "República de Gàmbia", revertint el canvi realitzat per Jammeh en 2015. També va dir que s'asseguraria la llibertat de premsa al país. El 14 de febrer Gàmbia va començar el procés per tornar a la Commonwealth.

### Reforma de l'Agència Nacional d'Intel·ligència
El 28 de gener de 2017, Barrow va anunciar que canviaria el nom i la reestructuració de l'agència d'intel·ligència del país, l'Agència Nacional d'Intel·ligència, assenyalant la seva associació amb el règim opressiu de Yahya Jammeh. Va dir que la NIA era "una institució que havia de continuar", però va afegir "l'imperi de la llei estarà a l'ordre del dia". Va dir que es donaria formació addicional als operatius de NIA. El 31 de gener, Barrow va anunciar que la NIA s'anomenaria Serveis d'Intel·ligència de l'Estat (SIS). L'endemà va acomiadar al director general de la NIA, Yankuba Badjie, i el va reemplaçar amb l'ex director adjunt de la NIA Musa Dibb. Barrow també va sostreure de la NIA les seves funcions d'aplicació de la llei i va ocupar temporalment tots els centres de detenció de la NIA amb policies.

## Identitat ètnica i visió del tribalisme
S'ha informat que és membre del grup ètnic fula, que és el segon grup ètnic més gran de Gàmbia (el més gran és el  mandinka). També s'ha informat que es mandinga, basant-se en l'origen ètnic del seu pare, però és més identificat amb els fulbes en termes socials i culturals, ja que són l'ètnia de la seva mare. va créixer parlant fula en una vila i districte majoritàriament Fula, i les seves dues esposes són fulbe.
Quan se li va preguntar sobre el tema i els seus punts de vista sobre el que preveu per a Gàmbia, ha dit que és d'origen ètnic mixt i que no és un tribalista:
| « | Seria un país inclusiu on el tribalisme no tindrà lloc. Sóc la persona menys tribalista que mai hàgiu vist. Tinc barreja ètnica a la sang. Soc un sarahule, mandinga i fula. Dues de les meves germanes de la mateixa mare i pare estan casades amb dioles. Així que la tribu no és important. El que és important és que tots som gambians i ens hem d'unir-nos i treballar pel progrés del nostre país. | » |

## Vida personal
Barrow és un devot musulmà i diu que la seva fe guia la seva vida i la política. Practica la poligàmia i té dues esposes, Fatoumatta Bah i Sarjo Mballow. Les dues dones són del grup ètnic fula. Té quatre fills amb les seves esposes. Habibu Barrow, el seu fill de vuit anys, va morir després d'haver estat mossegat per un gos el 15 de gener de 2017. Barrow no va poder assistir al funeral del seu fill perquè estava al Senegal per raons de seguretat, seguint les recomanacions de la CEDEAO. El gos que va mutilar Habibu va ser sacrificat l'1 de febrer de 2017 per veterinaris d'una clínica a Abuko.
També és fan del club de futbol anglès Arsenal. El seu suport a l'equip va començar en la dècada de 2000, quan residia a Anglaterra.